# Langov
Langov (polsky Langowo, německy Langenau) je malá vesnice a osada na jihu katastrálního území Tlustomosty v polské gmině Bavorov (Bavorów). Zástavba Langova leží jihozápadně od vesnice Tlustomosty.

## Historický přehled
Langov se nachází na území někdejší moravské enklávy Ketřské panství. Celé panství získalo po první slezské válce roku 1742 Prusko, které je začlenilo do Pruského Slezska.